# Prorella
Prorella là một chi bướm đêm thuộc họ Geometridae.